# Nahum Sokolow
Pour les articles homonymes, voir Sokolow.
Nahum Sokolow (נחום סוקולוב), né à Wyszogród (en Pologne actuelle) le 10 janvier 1859 et mort à Londres le 17 mai 1936, est un écrivain, journaliste, critique et biographe. Il compte parmi les leaders de l'Organisation sioniste mondiale.

## Biographie
Il est l'un des pionniers du journalisme en hébreu et devient rédacteur en chef du journal Hatzfira. Il publie ses œuvres en différentes langues, parmi lesquelles se trouvent de nombreux carnets de voyages et biographies. Avec l'apparition de Theodor Herzl, il s'engage dans les rangs du sionisme politique, idée dont il devient fervent défenseur durant plusieurs dizaines d'années. Il traduit en hébreu, pour la première fois, le livre de Herzl intitulé Altneuland, sous le titre de Tel Aviv (Le Mont du Printemps).
Nahum Sokolow devient un sioniste militant dès sa participation au Premier congrès sioniste à Bâle en 1897, et transforme son journal Hatzfira en son organe hébraique le plus dévoué et loyal. En 1906, il devient secrétaire général du mouvement sioniste. Pendant la Première Guerre mondiale, il rallie Haïm Weizmann à Londres, et mène avec lui les pourparlers avec les dirigeants de plusieurs pays qui aboutiront à la Déclaration Balfour de 1917. 
En 1919, il publie une Histoire du sionisme en anglais en deux volumes. Entre 1931 et 1935, il est président de l'Organisation sioniste mondiale.
En 1956, vingt ans après sa mort à Londres, son corps et celui de son épouse sont transférés à Jérusalem sur le mont Herzl. Le kibboutz Sdé-Nahum, dans la vallée de Beït-Shéan, ainsi que le prix de journalisme remis par la municipalité de Tel-Aviv rappellent aujourd'hui son souvenir.
Depuis 1956, une récompense de journalisme porte son nom, le Prix Sokolow.

## Ouvrages
- (en) Nahum Sokolow, History of Zionism : 1600-1918, vol. 1 et 2, Londres, Longmans, 1919 (lire en ligne : volume 1 - volume 2).
- Nahum Sokolow, « Spinoza et le judaïsme », Revue littéraire juive, no 2,‎ avril 1927.